# Майн-Лузия

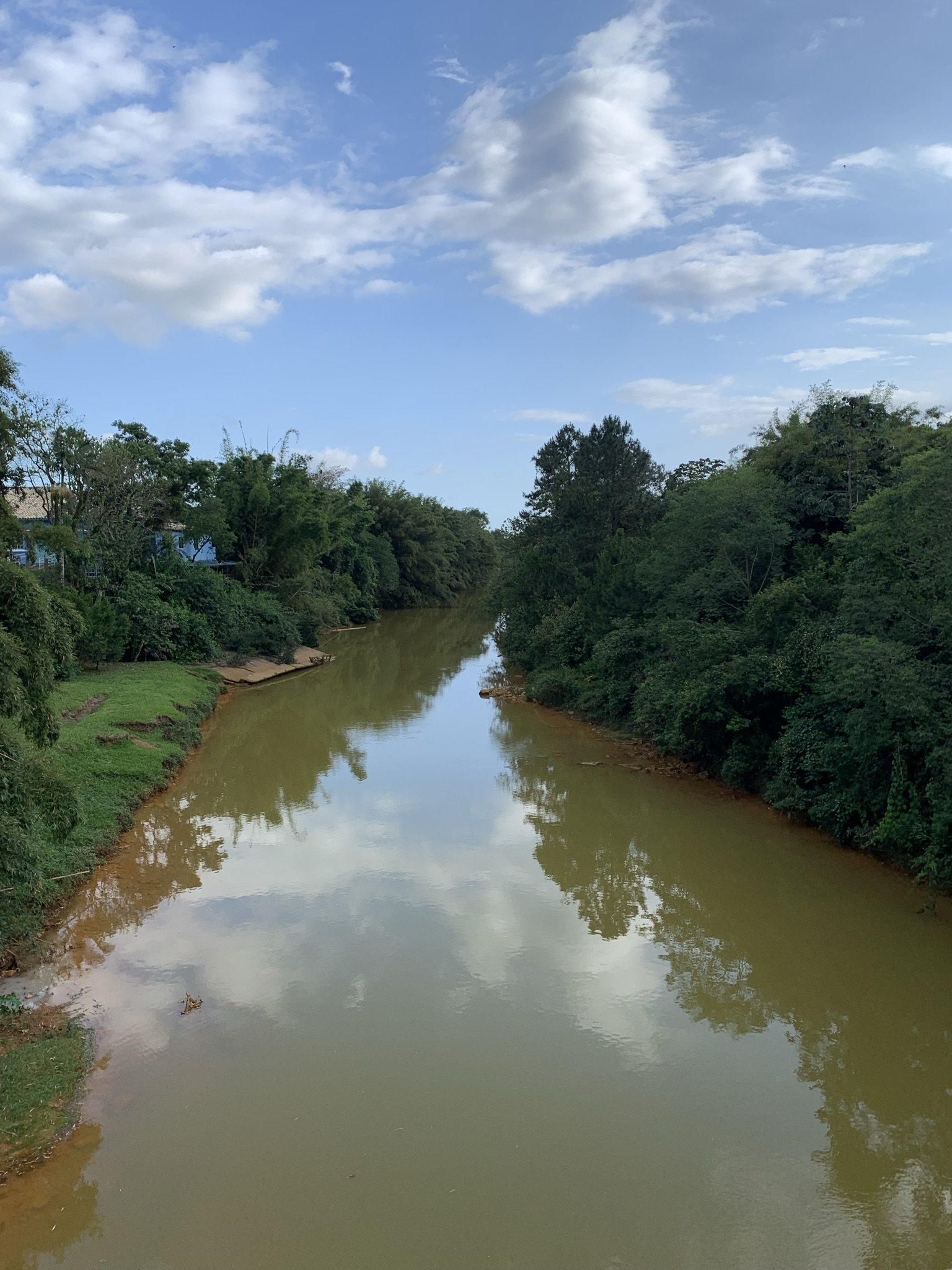
Майн-Лузия в Нова-Венеза. На заднем плане остатки одного из мостов, снесённых паводковыми водами, вызванными рекой

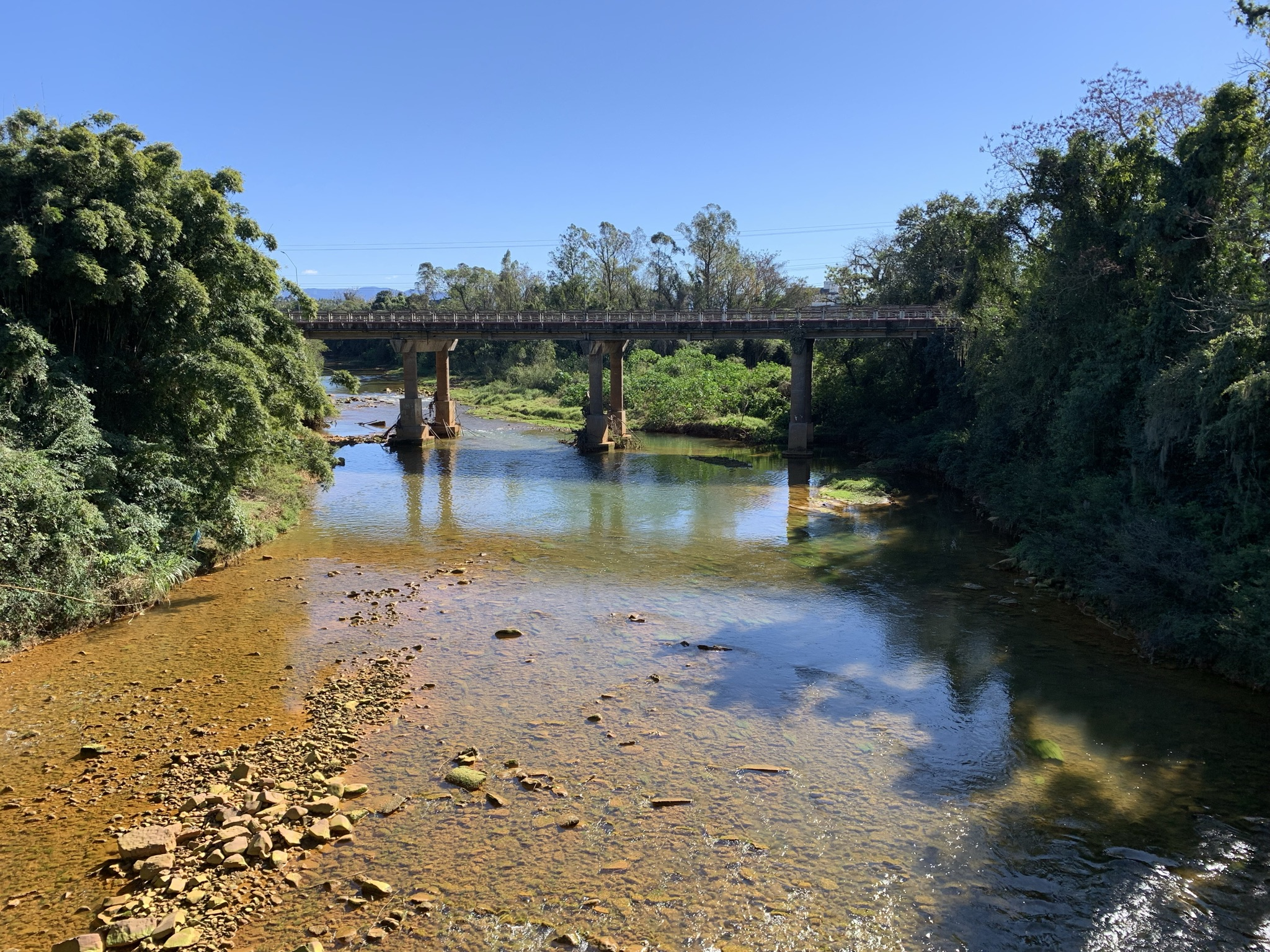
Мост в Форкильинье через Майн-Лузию

Майн-Лузия (порт.  Rio Mãe Luzia) — река в Бразилии в штате Санта-Катарина. Расположена на юге штата, пересекая в основном муниципалитет Форкильинья. Принадлежит бассейну реки Арарангуа и является крупнейшей рекой, протекающей через большой регион Крисиума. Реки собирает воды с территории семи муниципалитетов: Тревизу, Сидерополис, Нова-Венеза, Крисиума, Форкильинья, Маракажа и Арарангуа.
Название «Майн-Лузия» относится к женщине по имени Лузия, которая стирала одежду в речных водах недалеко от Нова-Венеза. Когда была основана колония Нова-Венеза, пересечь реку во время наводнений можно было только на каноэ.

## Угольное загрязнение
После многих лет загрязнения из-за добычи угля воды реки Майн-Лузия стали очень кислыми, с pH, близким к 4. Сброс отходов сделал невозможным забор воды из реки для общественного водоснабжения, орошения, отдыха или рыболовства. В настоящее время существует 807 устьев шахт, 189 из которых сбрасывают загрязненную воду. Помимо загрязнения углём, в водоток сбрасывается большое количество бытовых сточных вод, а также другие отходы сельскохозяйственной деятельности.
В 2014 году состоялся первый Форум по восстановлению и возрождению реки Майн-Лузия при поддержке Университета Экстремо-Сул-Катариненсе (UNESC). На мероприятии присутствовала большая аудитория, включая членов сообщества, мэров, членов совета и представителей власти. В создании Форума также приняли участие федеральный депутат Роналду Бенедет и президент городского совета Нова-Венезы, который является членом комиссии реки, Альберто Ранакоски. Форум будет отвечать за координацию движения по уходу и восстановлению реки Майн-Лузия.

### Ревитализация
Еще многое предстоит сделать, чтобы полностью реанимировать реку. Однако в 2019 году жители Тревизо заметили присутствие рыбы в русле реки Майн-Лузия, на участке около района Ипес, факт, который позже подтвердил Муниципальный экологический фонд Тревизо (Funtrev). По словам одного из инженеров-экологов Funtrev, появление рыбы в этой реке, которая была так загрязнена горнодобывающими процессами, связано с восстановлением и экологическим мониторингом, продвигаемыми субъектами федерации, что демонстрирует возможность восстановления и экологическую ответственность.